# Matthias Theiner
Matthias Theiner (* 2. Juni 1998) ist ein italienischer Fußballspieler.

## Karriere
Theiner spielte ab 2012 in Deutschland im DFI Bad Aibling. Zur Saison 2014/15 wechselte er in die Jugend der SpVgg Unterhaching, in der er bis zur U-19 aktiv war. Zur Saison 2016/17 wechselte er nach Österreich zu Regionalligist FC Kufstein. Im Juli 2016 debütierte er anschließend in der Regionalliga. Insgesamt kam er in drei Spielzeiten zu 58 Einsätzen für die Tiroler in der dritthöchsten Spielklasse.
Zur Saison 2019/20 wechselte Theiner in die Regionalliga Salzburg zum SV Austria Salzburg. Für Salzburg kam er zu 133 Einsätzen in der Regionalliga. Mit der Austria wurde er 2023/24 in der neu geschaffenen Regionalliga West Meister, der Aufstieg wurde dem Verein aber mangels Zulassung verweigert. In der Saison 2024/25 konnte der Titel verteidigt werden und Salzburg stieg in die 2. Liga auf.
Sein Zweitligadebüt gab Theiner daraufhin im August 2025, als er am zweiten Spieltag der Saison 2025/26 gegen den First Vienna FC in der Startelf stand.